# Paul Millsap
Paul Millsap (Monroe, Louisiana, 10. veljače 1985.) američki je profesionalni košarkaš. Igra na poziciji krilnog centra, a trenutačno je član NBA momčadi Denver Nuggetsa. Izabran je u 2. krugu (47. ukupno) NBA drafta 2006. od strane Utah Jazza.

## Sveučilište
Tri godine je pohađao sveučilište Louisiana Tech, isto ono sveučilište koje je pohađao jedan od najvećih košarkaša Jazzera, Karl Malone. Jedini je igrač u povijesti NCAA koji je tri godine zaredom bio najbolji skakač regularnog dijela natjecanja. Nakon treće godine odlučio se prijaviti na draft. 

## NBA
Izabran je kao 47. izbor NBA drafta 2006. od strane Utah Jazza. Svoju rookie sezonu završio je u prosjeku od 6.8 poena, 5.2 skoka i 0.9 blokada po utakmici. Zbog solidnih igara bio iznenađenje drugog kruga drafta i izabran je u NBA All-Rookie drugu petorku. S 20 poena, 17 skokova, 4 blokade, 4 ukr. lopte i 3 asistencije odigrao najbolju utakmicu sezone i dotadašnje karijere. Tijekom sezone zabilježio je šest double-double učinaka i bio u užem izboru za novaka godine, koja je na kraju pripala Brandonu Royu.
Početkom sezone 2007./08., Millsap je protiv Cleveland Cavaliersa s 23 poena ostvario učinak karijere, a kasnije je u sezoni prekinuo niz Utaha od sedam poraza zaredom, kada je u pobjedi protiv Orlando Magica 113:94, postigao 28 poena (šut 11/15) i imao 7 skokova. U prosnicu 2008., Millsap je krenuo u startnoj petorci Utah Jazza i nametnuo se kao odlična zamjena za ozljeđenog Carlosa Boozera; s 32 poena i 10 skokova protiv Boston Celticsa postavio je novi rekord karijere. 23. prosinca 2008., Millsap je ozljedio stražnje križne ligamente i tako prvi puta u karijeri nakon što je draftiran od strane Utah Jazza propustio neku NBA utakmicu. Prije toga odigrao je 194 utakmice zaredom za Utah Jazz.
U sezoni 2008./09. postao je starnim krilnim centrom Jazzera, nakon što je tijekom sezone Boozer imao stalnih problema s ozljedama. Tijekom tog razdoblja njegove su statističke brojke značajno porasle i prosječno je postizao 14.1 poen i 9.1 skok po utakmici. U 19 utakmica zaredom ostvario double-double učinak i bio među ponajboljim skakačima NBA lige. Na kraju sezone postao je slobodan ograničen igrač, što znači da je mogao prihvatiti ponudu nekog drugog NBA kluba, ali bi njegov sadašnji klub imao tjedan dana za izjednačiti ponudu i zadržati ga u svojim redovima. Blazersi su Millsapu tako ponudili četverogodišnji ugovor vrijedan 32 milijuna dolara, ali su Jazzeri izjednačili ponudu i zadržali ga u svojoj momčadi.

## NBA statistika

### Regularni dio
| Godina    | Klub | Odig. uta. | Uta. poč. | Min. | 2P%  | 3P%  | Sl. bac.% | Skok. | Asist. | Ukr. lop. | Blok. | Poena |
| --------- | ---- | ---------- | --------- | ---- | ---- | ---- | --------- | ----- | ------ | --------- | ----- | ----- |
| 2006./07. | Utah | 82         | 1         | 18.0 | .525 | .333 | .673      | 5.2   | .8     | .8        | .9    | 6.8   |
| 2007./08. | Utah | 82         | 2         | 20.8 | .504 | .000 | .677      | 5.6   | 1.0    | .9        | .9    | 8.1   |
| 2008./09. | Utah | 76         | 38        | 30.1 | .534 | .000 | .699      | 8.6   | 1.8    | 1.0       | 1.0   | 13.5  |
| Ukupno    |      | 240        | 41        | 22.8 | .523 | .091 | .685      | 6.4   | 1.2    | .9        | .9    | 9.4   |

### Doigravanje
| Godina    | Klub | Odig. uta. | Uta. poč. | Min. | 2P%  | 3P%  | Sl. bac.% | Skok. | Asist. | Ukr. lop. | Blok. | Poena |
| --------- | ---- | ---------- | --------- | ---- | ---- | ---- | --------- | ----- | ------ | --------- | ----- | ----- |
| 2006./07. | Utah | 17         | 0         | 15.5 | .525 | .000 | .667      | 4.4   | .5     | .6        | .5    | 5.9   |
| 2007./08. | Utah | 12         | 0         | 17.5 | .516 | .000 | .520      | 3.9   | .3     | .6        | 1.3   | 6.4   |
| 2008./09. | Utah | 5          | 0         | 31.0 | .510 | .000 | .500      | 8.0   | 1.6    | .8        | 1.0   | 11.8  |
| Ukupno    |      | 34         | 0         | 18.5 | .518 | .000 | .567      | 4.8   | .6     | .6        | .9    | 6.9   |

## Vanjske poveznice
- Službena stranica  Arhivirana inačica izvorne stranice od 22. kolovoza 2009. (Wayback Machine)
- Profil na NBA.com
- Profil  Arhivirana inačica izvorne stranice od 5. rujna 2015. (Wayback Machine) na Basketball-Reference.com